# Calatagan
Calatagan là một đô thị cấp ba ở tỉnh Batangas, Philippines.

## Barangays
Calatagan, về mặt hành chính, được chia thành 25 khu phố (barangay).
| - Barangay 1 (Pob.) - Barangay 2 (Pob.) - Barangay 3 (Pob.) - Barangay 4 (Pob.) - Bagong Silang - Baha - Balibago - Balitoc - Biga - Bucal - Carlosa - Carretunan - Encarnacion - Gulod - Hukay - Lucsuhin - Luya | - Paraiso - Quilitisan - Real - Sambungan - Santa Ana - Talibayog - Talisay - Tanagan |